# Neurothemis intermedia
Neurothemis intermedia är en trollsländeart. Neurothemis intermedia ingår i släktet Neurothemis och familjen segeltrollsländor. IUCN kategoriserar arten globalt som livskraftig.

## Underarter
Arten delas in i följande underarter:
- N. i. atalanta
- N. i. degener
- N. i. excelsa
- N. i. intermedia